# Championnat d'Allemagne de football 1905-1906
Navigation
Meisterschaft
(Verbandsligen)
1904-1905 Meisterschaft
(Verbandsligen)
1906-1907
La saison 1905-1906 du Championnat d'Allemagne de football était la 4e édition de la première division allemande.
Huit clubs participent à la compétition nationale, il s'agit des clubs champions de 7 régions d'Allemagne, plus l'Union 92 Berlin, champion en titre et automatiquement qualifié pour la phase finale nationale. Le championnat national est disputé sous forme de coupe à élimination directe.
C'est le VfB Leipzig, champion il y a 2 saisons, qui remporte à nouveau la compétition et remporte le 2e titre de champion d'Allemagne de son histoire.

## Les 8 clubs participants
(entre parenthèses, la région d'appartenance du club)
- Union '92 Berlin (Berlin) - champion en titre
- Hertha Berlin (Berlin)
- SC Victoria Hambourg (Hambourg/Altona)
- SC Schlesien Breslau (Breslau)
- VfL Köln '99 (Koln/Bonn)
- 1. FC Pforzheim (Mittelbaden)
- SV Norden-Nordwest Berlin (Markischer)
- VfB Leipzig (Nordwestsachsen)

## Compétition
La compétition a lieu sous forme de coupe, avec match simple. 
|  | Quarts de finale          | Quarts de finale          | Quarts de finale        | Quarts de finale        |                 |                 | Demi-finales        | Demi-finales        | Demi-finales        | Demi-finales        |  |  | Finale                  | Finale                  | Finale                  | Finale                  |
|  |                           |                           |                         |                         |                 |                 |                     |                     |                     |                     |  |  |                         |                         |                         |                         |
|  | 22 avril 1906 à Leipzig   | 22 avril 1906 à Leipzig   | 22 avril 1906 à Leipzig | 22 avril 1906 à Leipzig |                 |                 | 6 mai 1906 à Berlin | 6 mai 1906 à Berlin | 6 mai 1906 à Berlin | 6 mai 1906 à Berlin |  |  | 27 mai 1906 à Nuremberg | 27 mai 1906 à Nuremberg | 27 mai 1906 à Nuremberg | 27 mai 1906 à Nuremberg |
|  | 22 avril 1906 à Leipzig   | 22 avril 1906 à Leipzig   | 22 avril 1906 à Leipzig | 22 avril 1906 à Leipzig |                 |                 | 6 mai 1906 à Berlin | 6 mai 1906 à Berlin | 6 mai 1906 à Berlin | 6 mai 1906 à Berlin |  |  | 27 mai 1906 à Nuremberg | 27 mai 1906 à Nuremberg | 27 mai 1906 à Nuremberg | 27 mai 1906 à Nuremberg |
|  | VfB Leipzig               | VfB Leipzig               | 9                       | 9                       |                 |                 | 6 mai 1906 à Berlin | 6 mai 1906 à Berlin | 6 mai 1906 à Berlin | 6 mai 1906 à Berlin |  |  | 27 mai 1906 à Nuremberg | 27 mai 1906 à Nuremberg | 27 mai 1906 à Nuremberg | 27 mai 1906 à Nuremberg |
|  | VfB Leipzig               | VfB Leipzig               | 9                       | 9                       |                 |                 | 6 mai 1906 à Berlin | 6 mai 1906 à Berlin | 6 mai 1906 à Berlin | 6 mai 1906 à Berlin |  |  | 27 mai 1906 à Nuremberg | 27 mai 1906 à Nuremberg | 27 mai 1906 à Nuremberg | 27 mai 1906 à Nuremberg |
|  | SV Norden-Nordwest Berlin | SV Norden-Nordwest Berlin | 1                       | 1                       |                 |                 | 6 mai 1906 à Berlin | 6 mai 1906 à Berlin | 6 mai 1906 à Berlin | 6 mai 1906 à Berlin |  |  | 27 mai 1906 à Nuremberg | 27 mai 1906 à Nuremberg | 27 mai 1906 à Nuremberg | 27 mai 1906 à Nuremberg |
|  | SV Norden-Nordwest Berlin | SV Norden-Nordwest Berlin | 1                       | 1                       | VfB Leipzig     | VfB Leipzig     | 3                   | 3                   |                     |                     |  |  | 27 mai 1906 à Nuremberg | 27 mai 1906 à Nuremberg | 27 mai 1906 à Nuremberg | 27 mai 1906 à Nuremberg |
|  | 29 avril 1906 à Dresde    |                           |                         |                         | VfB Leipzig     | VfB Leipzig     | 3                   | 3                   |                     |                     |  |  | 27 mai 1906 à Nuremberg | 27 mai 1906 à Nuremberg | 27 mai 1906 à Nuremberg | 27 mai 1906 à Nuremberg |
|  |                           |                           | Hertha Berlin           | Hertha Berlin           | 2               | 2               |                     |                     |                     |                     |  |  | 27 mai 1906 à Nuremberg | 27 mai 1906 à Nuremberg | 27 mai 1906 à Nuremberg | 27 mai 1906 à Nuremberg |
|  | SC Schlesien Breslau      | SC Schlesien Breslau      | Hertha Berlin           | Hertha Berlin           | 2               | 2               | 0                   | 0                   |                     |                     |  |  | 27 mai 1906 à Nuremberg | 27 mai 1906 à Nuremberg | 27 mai 1906 à Nuremberg | 27 mai 1906 à Nuremberg |
|  | SC Schlesien Breslau      | SC Schlesien Breslau      | 20 mai 1906 à Brunswick |                         |                 |                 | 0                   | 0                   |                     |                     |  |  | 27 mai 1906 à Nuremberg | 27 mai 1906 à Nuremberg | 27 mai 1906 à Nuremberg | 27 mai 1906 à Nuremberg |
|  | Hertha Berlin             | Hertha Berlin             | 7                       | 7                       |                 |                 |                     |                     |                     |                     |  |  | 27 mai 1906 à Nuremberg | 27 mai 1906 à Nuremberg | 27 mai 1906 à Nuremberg | 27 mai 1906 à Nuremberg |
|  | Hertha Berlin             | Hertha Berlin             | 7                       | 7                       | VfB Leipzig     | VfB Leipzig     | 5                   | 5                   |                     |                     |  |  |                         |                         |                         |                         |
|  | 6 mai 1906 à Mannheim     |                           |                         |                         | VfB Leipzig     | VfB Leipzig     | 5                   | 5                   |                     |                     |  |  |                         |                         |                         |                         |
|  |                           |                           | 1. FC Pforzheim         | 1. FC Pforzheim         | 1               | 1               |                     |                     |                     |                     |  |  |                         |                         |                         |                         |
|  | 1. FC Pforzheim a.p.      | 1. FC Pforzheim a.p.      | 1. FC Pforzheim         | 1. FC Pforzheim         | 1               | 1               | 4                   | 4                   |                     |                     |  |  |                         |                         |                         |                         |
|  | 1. FC Pforzheim a.p.      | 1. FC Pforzheim a.p.      |                         |                         |                 |                 |                     |                     |                     |                     |  |  |                         |                         |                         |                         |
|  | VfL Köln '99              | VfL Köln '99              | 2                       | 2                       |                 |                 |                     |                     |                     |                     |  |  |                         |                         |                         |                         |
|  | VfL Köln '99              | VfL Köln '99              | 2                       | 2                       | 1. FC Pforzheim | 1. FC Pforzheim | 4                   | 4                   |                     |                     |  |  |                         |                         |                         |                         |
|  | 29 avril 1906 à Altona    |                           |                         |                         | 1. FC Pforzheim | 1. FC Pforzheim | 4                   | 4                   |                     |                     |  |  |                         |                         |                         |                         |
|  |                           |                           | Union '92 Berlin T      | Union '92 Berlin T      | 0               | 0               |                     |                     |                     |                     |  |  |                         |                         |                         |                         |
|  | SC Victoria Hambourg      | SC Victoria Hambourg      | Union '92 Berlin T      | Union '92 Berlin T      | 0               | 0               | 1                   | 1                   |                     |                     |  |  |                         |                         |                         |                         |
|  | SC Victoria Hambourg      | SC Victoria Hambourg      |                         |                         |                 |                 |                     | 1                   |                     |                     |  |  |                         |                         |                         |                         |
|  | Union '92 Berlin (T)      | Union '92 Berlin (T)      | 3                       | 3                       |                 |                 |                     |                     |                     |                     |  |  |                         |                         |                         |                         |
|  | Union '92 Berlin (T)      | Union '92 Berlin (T)      | 3                       | 3                       |                 |                 |                     |                     |                     |                     |  |  |                         |                         |                         |                         |
|  |                           |                           |                         |                         |                 |                 |                     |                     |                     |                     |  |  |                         |                         |                         |                         |

## Bilan de la saison
| Tableau d'honneur                   |             |
| Compétition                         | Vainqueur   |
| Championnat d'Allemagne de football | VfB Leipzig |